# یواس‌اس اچ-۳ (اس‌اس-۳۰)
یواس‌اس اچ-۳ (اس‌اس-۳۰) (به انگلیسی: USS H-3 (SS-30)) یک زیردریایی بود که طول آن ۱۵۰ فوت ۴ اینچ (۴۵٫۸۲ متر) بود. این زیردریایی در سال ۱۹۱۳ ساخته شد.